# Nathan Larson
Nathan Larson, född 12 september 1970 i Maryland, är en amerikansk kompositör, multiinstrumentalist och författare. Han är gift med den svenska sångerskan Nina Persson. De båda ingår i bandet A Camp tillsammans med Niclas Frisk. Tidigare har Larson spelat i det amerikanska post-hardcore-bandet Shudder to Think.
Han debuterade som författare 2011 med romanen Dewey Decimal. Boken finns översatt till svenska av Andreas Öberg.

## Filmmusik i urval
- 1999 – Boys Don't Cry
- 2000 – Tigerland
- 2001 – Storytelling
- 2001 – Prozac Nation
- 2002 – Malcolm
- 2002 – Lilja 4-ever
- 2003 – Mannen som log (TV-serie)
- 2004 – Palindromes
- 2004 – A Love Song for Bobby Long
- 2004 – The Woodsman
- 2006 – Om Gud vill
- 2009 – Bananas!*
- 2009 – Det enda rationella
- 2010 – The Kids Are All Right
- 2011 – Margin Call
- 2014 – Stockholm Stories
- 2014 – The Skeleton Twins
- 2018 – Juliet, Naked
- 2023 – Kapningen (TV-serie)